# Aleksander Vladimirovič Volkov
Aleksander Vladimirovič Volkov (rusko Алекса́ндр Влади́мирович Во́лков), ruski tenisač, * 3. marec 1967, Kaliningrad, Sovjetska zveza, † 19. oktober 2019, Kaliningrad.